# Atletiek op de Paralympische Zomerspelen 2024 - Discuswerpen vrouwen F38
Het Discuswerpen voor vrouwen klasse F38 op de Paralympische Zomerspelen 2024 vond plaats op 6 september in het Stade de France. 
Deze klasse is voor vrouwelijke atleten met cerebrale parese. Zij hebben de lichtste vorm van beperking veroorzaakt door deze aandoening: vaak slechts in één ledemaat, welke geen invloed heeft op het vermogen om te lopen, wandelen of springen, maar wel op de prestaties. F38-atletes kunnen last hebben van kleine coördinatieproblemen. Dit is een gecombineerde klasse met T37, wat dan ook de reden is dat er twee Paralympische records zijn geworpen in deze klasse. 
De winnares in Tokio was Mi Na uit China, die in 2024 werd opgevolgd door Simoné Kruger uit Zuid-Afrika, De Chinese Li Yingli behaalde het zilver en Xiomara Saldarriaga uit Colombia won de bronzen medaille.

## Records
Voorafgaand aan het toernooi waren dit het wereldrecord en het Paralympisch record.
| Wereldrecord        | F37 | China Mi Na                        | 38.73 | Hangzhou | 27 oktober 2023  |
| Paralympisch record | F37 | China Mi Na                        | 38.50 | Tokio    | 4 september 2021 |
|                     |     |                                    |       |          |                  |
| Wereldrecord        | F38 | Zuid-Afrika Simoné Kruger          | 38.82 | Kobe     | 25 mei 2024      |
| Paralympisch record | F38 | Mexico Rosa Carolina Castro Castro | 33.73 | Tokio    | 4 september 2021 |

## Uitslag
| Rang   | Atleet               | Atleet | Kl. | #1    | #2    | #3    | #4    | #5    | #6    | Resultaat | Bijz. |
| ------ | -------------------- | ------ | --- | ----- | ----- | ----- | ----- | ----- | ----- | --------- | ----- |
| Goud   | Simoné Kruger        | RSA    | F38 | 37.69 | 38.35 | 38.70 | 37.59 | X     | 37.44 | 38.70     | PR    |
| Zilver | Li Yingli            | CHN    | F37 | 38.46 | 31.58 | 36.90 | 36.96 | X     | 38.64 | 38.64     | PR    |
| Brons  | Xiomara Saldarriaga  | COL    | F38 | 38.27 | X     | 36.83 | 38.36 | 38.32 | 37.75 | 38.36     |       |
| 4      | Mi Na                | CHN    | F37 | 37.25 | X     | 37.12 | 37.51 | X     | X     | 37.51     |       |
| 5      | Rosa Carolina Castro | MEX    | F38 | 32.84 | 33.04 | 34.50 | X     | X     | X     | 34.50     |       |
| 6      | Renee Foessel        | CAN    | F38 | 34.40 | X     | X     | X     | X     | 29.75 | 34.40     |       |
| 7      | Samantha Schmidt     | AUS    | F38 | 29.00 | 29.61 | 33.05 | X     | X     | 32.12 | 33.05     | SB    |
| 8      | María Henao          | COL    | F37 | 31.30 | 32.27 | 33.01 | 30.51 | 31.80 | 29.40 | 33.01     | SB    |
| 9      | Irina Vertinskaya    | NPA    | F37 | 27.23 | 28.24 | 29.15 |       |       |       | 29.15     |       |
| 10     | Ivana Purkić         | CRO    | F38 | 26.85 | X     | 28.67 |       |       |       | 28.67     |       |
| 11     | Ella Hose            | AUS    | F37 | 27.90 | 28.36 | X     |       |       |       | 28.36     | PB    |
| 12     | Karen Tassi          | ARG    | F37 | 24.92 | 23.09 | X     |       |       |       | 24.92     | SB    |
| 13     | Yomaira Cohen        | VEN    | F37 | 23.98 | 24.27 | 22.19 |       |       |       | 24.27     | SB    |
| 14     | Meleane Falemaka     | TGA    | F37 | 16.58 | 16.71 | 15.86 |       |       |       | 16.71     | PB    |